# STS-103
STS-103 fue una misión de mantenimiento del telescopio espacial Hubble del transbordador espacial Discovery. La misión se lanzó desde el Centro Espacial Kennedy, Florida, el 19 de diciembre de 1999 y regresó el 27 de diciembre de 1999. STS-103 es la vigesimoséptima misión del transbordador espacial Discovery y su último lanzamiento en la década de 1990.

## Tripulación
- Curtis L. Brown (6), Comandante de la misión
- Scott J. Kelly (1), Piloto
- Steven L. Smith (3), Especialista de la misión
- C. Michael Foale (5), Especialista de la misión
- John M. Grunsfeld (3), Especialista de la misión
- Claude Nicollier (4), Especialista de la misión- ESA Suiza
- Jean-François Clervoy (3), Mission Specialist - ESA Francia

## Parámetros de la misión
- Masa:
  - Despegue del Orbitador: 112.493 kg (248.005 lb)
  - Aterrizaje del Orbitador: 95.768 kg (211.132 lb)
- Perigeo: 563 km
- Apogeo: 609 km
- Inclinación: 28,5°
- Periodo: 96,4 minutos

### Actividades Extravehiculares
- Smith y Grunsfeld  - EVA 1
- Inicio de la EVA 1: 22 de diciembre de 1999 - 18:54 UTC
- Fin de la EVA 1: 23 de diciembre de 1999, - 03:09 UTC
- Duración: 8 horas, 55 minutos
- Foale y Nicollier  - EVA 2
- Inicio de la EVA 2: 23 de diciembre de 1999 - 19:06 UTC
- Fin de la EVA 2: 24 de diciembre de 1999, - 03:16 UTC
- Duración: 8 horas, 10 minutos
- Smith y Grunsfeld  - EVA 3
- Inicio de la EVA 3: 24 de diciembre de 1999 - 19:17 UTC
- Fin de la EVA 3: 25 de diciembre de 1999, - 03:25 UTC
- Duración: 8 horas, 08 minutos

## Objetivos de la misión
El objetivo principal de la misión STS-103 es el servicio del telescopio espacial Hubble. La misión STS-103 había tenido cuatro días de actividades extravehiculares (EVA´s), donde todos los cuatro miembros trabajaron por parejas o en días alternos para reparar y restaurar el telescopio.
Los funcionarios de la NASA decidieron levantar parte de la misión de mantenimiento que está programada para el mes de junio de 2000, después de que tres de los giroscopios del telescopio seises fallaran. Tres giroscopios deben trabajar para resolver los requisitos punteagudos muy exactos del telescopio, y las reglas del vuelo del telescopio dictaron que la NASA considera “call-up”, antes de la mison, un cuarto giroscopio falló. Cuatro girocompases nuevos fueron instalados durante la primera misión de mantenimiento (STS-61) en diciembre de 1993 y los seis girocompases funcionaban durante la segunda misión de mantenimiento (STS-82) en febrero de 1997. Desde entonces, un girocompás falló en 1997, otro en 1998 y un tercero en 1999. El equipo de Hubble cree que él entiende la causa de las faltas, aunque él no puede estar seguro hasta que los girocompases se vuelven de espacio. Tener menos de tres giroscopios de trabajo imposibilitaría observaciones científicas, aunque el telescopio permanecería con seguridad en órbita hasta que llegó el equipo de mantenimiento.
Además de substituir los seis giroscopios en el vuelo de diciembre, el equipo substituirá un sensor de la dirección, la computadora de la nave espacial e instalará un kit de medidor de la temperatura para las baterías de la nave espacial. Un transmisor nuevo, un registrador de estado sólido y las mantas de aislamiento termal también serán instalados.
Los girocompases de Hubble hacen girar en un índice constante de 19.200 RPM en los cojinetes del gas. Esta rueda se monta en un cilindro sellado, que flota en un líquido grueso. La electricidad es llevada al motor por los alambres finos (aproximadamente el tamaño de un pelo humano). Se cree que el oxígeno en el aire presurizado usado durante el proceso de ensamblaje hizo los alambres corroer y romperse. Los girocompases nuevos fueron montados usando el nitrógeno en vez del oxígeno. Cada giroscopio se empaqueta en un conjunto del sensor proporcional. Los sensores proporcionales se empaquetan en pares en una ensamblaje llamada una unidad del sensor proporcional (RSU). Es el RSU que los astronautas de STS-103 cambiaron. Cada Del RSU pesa 24,3 libras (11,0 kilogramos) y es 12,8 antes de 10,5 por 8,9 pulgadas (325 por 267 por 226 milímetros) de tamaño.
Además de substituir los seis giroscopios en el vuelo de diciembre, el equipo substituirá un sensor fino de la dirección (FGS) y la computadora de la nave espacial. La computadora nueva reducirá la carga del mantenimiento del software del vuelo y de costos perceptiblemente más bajos. La computadora nueva es 20 veces más rápida y tiene seis veces que la memoria de la computadora actual DF-224 utilizada en Hubble. Pesa 70,5 libras (32,0 kilogramos) y es 18,8 por 18 por 13 pulgadas (478 por 457 por 330 milímetros) de tamaño. El FGS que es instalado es una unidad restaurada que fue vuelta de la misión de mantenimiento 2. Pesa 478 libras (217 kilogramos) y es 5,5 por 4 al lado de 2 pies (1,68 antes de 1,22 por 0,61 m) de tamaño.
Un Mejorador de Temperatura/Voltaje (VIK) estará también instalado para proteger las baterías de la nave espacial contra el exceso y el recalentamiento cuando la nave espacial entra en modo seguro. El VIK modifica el voltaje del atajo de la carga a un nivel inferior para prevenir la batería que cobra excesivamente y que se recalienta asociadamente. El VIK pesa cerca de 3 libras (1,4 kilogramos).
La misión de la reparación también instalará un solo transmisor del acceso de la S-Band nueva (SSAT). Hubble tiene dos SSATs idéntico a bordo y puede funcionar con solamente uno. El SSATs envía datos de Hubble a través del sistema basado en los satélites del relais de los datos de la NASA que sigue (TDRSS) a la tierra. El transmisor nuevo y reemplazará por uno que falló en 1998. El SSAT pesa 8.5 libras (3.9 kilogramos) y es 14 por 8 por 2 pulgadas del ¾ (356 por 203 por 70 milímetros).
Un registrador de estado sólido de repuesto también será instalado para permitir la dirección eficiente de datos en grandes cantidades. Antes de la segunda misión de mantenimiento, Hubble utilizó tres registradores de cinta reel-to-reel del estilo de los años 70. Durante la segunda misión de mantenimiento uno de estos registradores mecánicos fue substituido por un registrador de estado sólido digital. Durante esta misión un segundo registrador mecánico será substituido por un segundo registrador de estado sólido. El registrador nuevo puede llevar a cabo aproximadamente 10 veces más datos como la vieja unidad (12 GB en vez de 1,2 GB. El registrador pesa 25 libras (11,3 kilogramos) y es 12 por 9 por 7 pulgadas de tamaño.
Finalmente, el equipo de EVA substituirá el aislamiento externo de los telescopios que ha degradado. El aislamiento es necesario controlar la temperatura interna en el Hubble. La nueva capa combinada externa (NOBL) y Shell/la tela del reemplazo del protector (SSRF) ayudarán a proteger a Hubble contra el ambiente áspero del espacio. Protege el telescopio contra los cambios de temperatura severos y rápidos que experimenta durante cada órbita minuciosa 90 mientras que se mueve desde luz del sol a la oscuridad.

## Curiosidades
El astronauta John Grunsfeld, quien era uno de los especialistas de la misión, trajo “una bandera del planeta Marte” a bordo del Transbordador espacial Discovery.

La bandera de Marte.